# 파라메트릭 스테레오
파라메트릭 스테레오(parametric stereo, PS)는 스테레오의 일종으로, 왼쪽 채널과 스테레오 파라메터를 이용해 오른쪽 채널을 만들어내는 기술이다. 이 기술은 저속의 비트레이트로도 고음질을 만들어내는 것으로, DAB+에서 권고되는 방식 중 하나이다.

## 같이 보기
- 스테레오
- 모노